# Sardarshahar
Sardarshahar är en stad i den indiska delstaten Rajasthan, och tillhör distriktet Churu. Folkmängden uppgick till 95 911 invånare vid folkräkningen 2011.